# 亀井登志夫
亀井 登志夫（かめい としお）は、大阪府出身の作曲家、音楽プロデューサー。

## 略歴
大阪府立大手前高等学校、早稲田大学文学部演劇科卒業。同大学在学中からキングレコードと契約しプロとしての音楽活動を開始する。また同大学生であった作詞家の康珍化と出会い、彼からユニット・TRUSTの作詞を担当してもらう。亀井は作曲・ヴァイオリン・ギター・歌唱。TRUSTは後楽園音楽祭に出演し、楽曲「ダンス」でグランプリを獲得。キングレコードからデビューし、アルバム1枚、シングル2枚をリリース。同時に劇伴・映像のための作曲も開始。以来、作曲家として山下久美子、松田聖子、渡辺美里、髙橋真梨子、斉藤由貴、夏川りみ等、数多の歌手に楽曲提供。CM音楽、映画主題歌等も多数手掛ける。
1980年にボーカル兼ヴァイオリニストとしてバンド「NASA」に参加。NASAのサウンドはフュージョンをベースに、メロディがはっきりした音楽性で、曲によって日本語と英語の歌詞を亀井は歌い分けていた。他のNASAのメンバーは、ギターに元もんた&ブラザーズの角田順、ベースに芳野藤丸の藤丸バンドにも在籍した渡辺和義、キーボードは後に日本シンセサイザープログラマー協会理事長に就任した大浜和史、ドラムスにSHŌGUNなどを経て後に徳武弘文のユニットDr.Kにも在籍する三浦晃嗣という顔ぶれで、CBS・ソニーからアルバム『千夜一夜』とシングル「誘惑ゾーン4425」を発表し、キリンレモンのCMソング「南十字星（サザン・クロス）を追いかけろ」など手がけたが、その後自然消滅した。同じ頃、山下久美子のデビュー曲「バスルームから愛をこめて」を書き下ろす。次に内藤やす子に『MORNING TRAIN』を書き下ろし、同曲で古賀政男賞を受賞した。映画「なんとなく、クリスタル」にかとうかずこの相手役で俳優として出演。1988年にはソロアルバム『BODY』をニューヨーク・レコーディングで発表。
1990年春に、妻・知永子とロンドンへ移住。映像プロデューサーであった妻の知永子とユニット・YONGENを結成。アルバムリリースの傍らイギリス・アメリカでリリースする傍ら、ヨーロッパのCM、アメリカのテレビドラマ等に楽曲提供する。
1993年には、康珍化との新たなユニット・CANCAMAYで、アルバム『ぼくがやさしい気持ちなら』をロンドン録音。ポリドールからリリース。収録曲「夢であいましょう」は和久井映見も歌唱。1996年、ロンドンのショーディッチにスタジオを構える。
2007年には映画音楽の巨匠フランシス・レイのコンサートをパリのリセ・ルイ＝ル＝グランのオペラボール・ルームで成功させる等、音楽プロデューサーとしてもその活動の幅を広げた。
2009年より、再び活動の拠点を東京に移す。自身が手掛けた楽曲を含む相川七瀬『今事記』、斉藤由貴『何もかも変わるとしても』、ピアニスト・朝岡さやか『MORNING STAR』・『夕桜』、ヒナタカコ『AQUADREAM』などのアルバムをリリース。
2011年、髙橋真梨子のフィレンツェでのコンサートをプロデュース。
2013年、ソロ歌手としてのベスト・アルバム『ゴールデン☆ベスト SONG RIVER』をリリース。同年、髙橋真梨子40周年記念アルバム収録曲として「アナタの横顔」（作詞は妻の知永子）をリリース。岩谷産業のイメージソングとなる。2015年、ヴァイオリンとチェロのユニット・清水西谷のアルバム『KODO』をプロデュース。同年、髙橋真梨子のパリのコンサートをプロデュース。2017年、小曽根真のプラハでのコンサート、サラ・オレインのハワイでのコンサートをプロデュース。2018年2月、妻であり音楽活動のパートナーであった知永子が逝去。同年秋、シンガーとして再デビューコンサートを行った。

## 主なリリース
1. センチメンタルホテル／TRUST（キングレコード）
2. THOUSAND NIGHTS ONLY NIGHT／NASA（CBS・ソニー）
3. BODY／亀井登志夫（CBS・ソニー）1988
4. ぼくがやさしい気持ちなら／CANCAMAY（ポリドール）1993

### YONGEN
1. MOONRISE（ポリスター）2000
2. YELLO HAUS（Alfabetti）2001
3. GIVE ME YOUR SUN（bounDEE/Alfabetti）2009
4. GREEN CORONA 2012

## 主な作曲楽曲
- AKB48「孤独な星空」
- 岩井小百合「初恋」「ドレミファソーダ!」
- 烏丸せつこ「キャット・ウォーク」
- 國府田マリ子「みみかきをしていると」「なで肩の長い夜」
- 斉藤由貴「土曜日のタマネギ」「青空のかけら」「予感」「Walkin' Through Your Life」「のらねこ」「Dream」「樹」他多数
- 坂上とし恵「き・い・てMY LOVE」
- SATOMI「TIME」
- 柴田由紀子「世界はダンスしている二人」
- 清水信之・村上秀一「RHYTHM BOXER」
- 高橋真梨子「蜃気楼」
- 高橋由美子「コートダジュールで逢いましょう」
- 中村あゆみ「夕凪慕情」「恋ノ乱」
- 中村雅俊「イヤリング」
- 夏川りみ「だいじょぶ、だいじょうぶ」
- 松田聖子「ローラスケートをはいた猫」
- 松本伊代「抱きしめたい」「Kiss In The Dream」「チャイニーズ・キッス」
- 南野陽子「私たちのメリーゴーランド」「接近」「パンドラの恋人」「思いのままに」
- 山下久美子「バスルームから愛をこめて」「メイド・イン・ジャパン」「オートリバースで恋してる」「星になった嘘」「ベジタリアン」「抱きしめてオンリィ・ユー」「MORNING STAR」「珍しいほどスウィートラブ」
- 由紀さおり「岸辺の恋人」
- 和久井映見「マイ・ロンリイ・グッバイ・クラブ」「始まりの夏」
- 渡辺美里「18才のライブ」

## 映画主題歌
- TRUST「愛しのレディG」（映画「オレンジロード急行」）
- 内藤やす子「涙の色」（映画「青春かけおち篇」）
- 髙橋真梨子「黄昏人」（映画「化身」）、「蜃気楼」、「カリソメ」、「アナタの横顔」
- 夏川りみ「だいじょぶ、だいじょうぶ」（映画「春よこい」）

## アニメ
- 魔法の天使クリィミーマミ「BIN・KANルージュ」／太田貴子
- アタッカーYOU 「青春プレリュード」、「TWINKLE TWINKLE」／加茂晴美